# 艾力克斯·布萊格曼
亞歷山大·大衛·布萊格曼（英語：Alexander David Bregman，1994年3月30日—），為美國職棒大聯盟的內野手，目前效力於波士頓紅襪。他先前曾效力於休士頓太空人。
布萊格曼於2015年選秀第一輪第2順位被太空人選中。2017年，他代表美國隊參加經典賽，是經典賽美國隊中最年輕的球員。該年太空人也贏得世界大賽冠軍。2018年，他首次入選明星賽，在延長賽擊出超前全壘打，並獲選MVP。

## 職業生涯

### 休士頓太空人

#### 2016
7月25日，太空人把布萊格曼升上大聯盟。在2015年選秀的非投手球員當中，他是第一位登上大聯盟的。不過他生涯前五場出賽，17個打數都沒有安打。
7月31日，在面對老虎隊的比賽，布萊格曼擊出了大聯盟首安。8月16日，在跨聯盟的比賽中面對紅雀隊，布萊格曼在主場擊出了生涯首轟。總計他出賽49場，他的打擊三圍是.264/.313./.478，擊出8支全壘打，34分打點。有了卡洛斯·柯瑞亞擔任游擊手，布萊格曼只有4場比賽擔任游擊手。

#### 2017
布萊格曼以22歲之齡代表美國隊參加經典賽，為陣中最年輕的選手。美國隊在決賽以8比0打敗波多黎各拿下冠軍。由於他出身猶太裔，因此以色列隊也曾經邀請他代表以色列參賽。布萊格曼事後表示他如果代表以色列出賽，應該會有更多出場機會。
他也成為隊史最年輕在開幕戰先發的選手。5月14日，在面對洋基隊的比賽中，他擊出生涯首支滿貫砲，苦主是田中將大，最終太空人以10比7獲得勝利。8月10日，布萊格曼連續10場擊出長打，追平了Richard Hidalgo的隊史紀錄。
整季他的打擊三圍為.284/.352/.475，19轟，71分打點，17次盜壘更是大聯盟三壘手最多。
2017年世界大賽第五戰，布萊格曼面對道奇隊終結者肯利·簡森擊出了再見安打。這是布萊格曼生涯首支再見安。他也是大聯盟第二位在世界大賽前五場皆有打點進帳的球員，前一位是阿莫斯·歐提斯。太空人最終也拿下世界大賽首冠。

#### 2018
布萊格曼在6月獲選美聯單月最佳球員。他在6月的打擊三圍是.306/.372/.713，11支全壘打，30分打點，皆為太空人隊史紀錄。他是繼1981年5月的Art Howe後，第二位拿下此獎項的太空人球員。6月25日到7月1日，他獲選為單週最佳球員。他該週的打擊三圍是.464/.516/1.179，5支全壘打和二壘安打，10分打點。他也成功入選生涯首次明星賽，在延長10局面對道奇投手Ross Stripling擊出超前全壘打，成功獲選明星賽的MVP。他也有參加該年的全壘打大賽，不過在第一輪不敵小熊隊的凱爾·舒瓦伯。

#### 2019
該年1月，布萊格曼在右手肘動了骨刺移除手術，他也一路休息到3月初。他在3月與太空人簽下6年1億美元的合約，這也是隊史的第二大合約。8月，他拿下了美聯單月最佳球員。
這年布萊格曼敲出了41轟與112分打點，並跑回122分與獲得119次保送。他與麥可·楚奧特以及胡安·索托成為大聯盟唯三位打點、得分和保送都破百的球員。而他的單季三振數不到90次，隊史前一位能單季三振數低於90次且保送數破百的球員為1960年代的前輩喬·摩根。
這年太空人闖進世界大賽，不過布萊格曼在前三場的打擊率僅1成29，最後太空人3勝4敗輸給國民。
這年他拿下美聯三壘手銀棒獎，MVP票選拿下第二名，並且入選了大聯盟年度第二隊。

## 外部連結
- 球員資訊和成績在MLB ，ESPN ，Retrosheet ，Baseball Reference ，Baseball Reference (Minors) ，Fangraphs ，The Baseball Cube （英文）
- Alex Bregman的X（前Twitter）
- 艾力克斯·布萊格曼在台灣棒球維基館上的頁面（繁體中文）